# Vattenkraft i Italien
Vattenkraften i Italien är av betydelse för landets elförsörjning, med en andel på omkring 15 % (varierande år till år beroende på vattenflöde). Den var byggdes ut från slutet av 1800-talet till omkring 1960, varefter lite extra kapacitet har tillkommit. Utbyggnader har i stort sett nått landets fulla potential för vad som är ekonomiskt lönsamt.. Vattenkraften var mycket viktig för landets tidiga elektrifiering och var fram till början av 1960-talet den helt dominerande källan till elektricitet. Därefter har först fossila bränslen i olika former och sedan 2000 andra former av förnybar energi tillkommit.  
Den installerad effekt på 22 635 MW är den femte största i Europa. En stor del är pumpkraftverk, med en totalt kapacitet på 7 891 MW, vilket är den största i Europa i slutet av 2023. Mängden energi som pumpas upp (för lagring och senare elutvinning) var som högst omkring år 2000 då nästan 10 TWh pumpades upp.
Under de senaste årtiondena har elproduktionen varit stabil med undantag för variationer orsakade av variation i nederbörd och andra väderfaktorer år till år.

## Största enskilda kraftverk/dammar

### Pumpkraftverk
| Kraftverk         | Plats          | Provins                     | Tagen i drift | Operatör | Maxeffekt (MW) | Produktion (GWh) | Fallhöjd (m) |
| ----------------- | -------------- | --------------------------- | ------------- | -------- | -------------- | ---------------- | ------------ |
| Luigi Einaudi     | Entracque      | Cuneo (Piemonte)            | 1982          | Enel     | 1 318          | 1 466            | 1 000        |
| Roncovalgrande    | Maccagno       | Varese (Lombardiet)         | 1971-74       | Enel     | 1 040          | 984              | 736          |
| Domenico Cimarosa | Presenzano     | Caserta (Kampanien)         | 1991          | Enel     | 1 000          | 1 276            | 495          |
| Edolo             | Edolo          | Brescia (Lombardiet)        | 1983-87       | Enel     | 976            | 1 021            | 1 260        |
| San Fiorano       | Sellero        | Brescia                     | 1973          | Enel     | 560            | 318              | 1 403        |
| San Giacomo       | Fano Adriano   | Teramo, Abruzzo             | 1947-1998     | Enel     | 448            | 291              | 657          |
| Riva del Garda    | Riva del Garda | Trento, Trentino-Sydtyrolen | 1929-1955     | Enel     | 94             |                  |              |

### Vattenkraftverk
| Kraftverk         | Vattendrag    | Plats                 | Provins              | Tagen i drift | Operatör     | Maxeffekt (MW) | Produktion (GWh) | Fallhöjd (m) |
| ----------------- | ------------- | --------------------- | -------------------- | ------------- | ------------ | -------------- | ---------------- | ------------ |
| Grosio            | Adda          | Grosio                | Sondrio (Lombardiet) | 1960-2002     | A2A          | 428            |                  | 598          |
| Galleto           | Velino        | Terni\|               | Terni, Umbrien       | 1929          | ERG          | 326            | 654              |              |
| Premadio          | Adda          | Valdidentro           | Sondrio (Lombardiet) | 1960-2002     | A2A          | 226            |                  | 647          |
| Lanzada           | Lanterna      |                       | Sondrio (Lombardiet) | 1955          | Enel         | 210            | 280              | 1 000        |
| Timpagrande       | Arvo          | Cotronei              | Crotone, (Kalabrien) | 1963-80       | A2A          | 191            | 266              | 539          |
| Pont Ventoux Susa | Doire ripaire | Giaglione             | Turin, Piemonte      | 2005          | Iren Energia | 150            |                  |              |
| Sondrio           | Lanterna      |                       | Sondrio (Lombardiet) | 1960          | Enel         | 148            | 410              | 700          |
| Provvidenza       | Vomano        | Campotosto\|          | L'Aquila, Abruzzo    | 1949          | Enel         | 141            | 70               | 287          |
| Orichella         | Arvo          | San Giovanni in Fiore | Cosenza, (Kalabrien) | 1980-81       | A2A          | 129            | 144              | 471          |
| Montorio          | Vomano        | Montorio al Vomano    | Teramo, Abruzzo      | 1955          | Enel         | 110            | 195              | 258          |